# گل عسل
 گل عسل(نام علمی: Lobularia maritima) نام یک گونه از تیره شب‌بویان است.

## نگارخانه

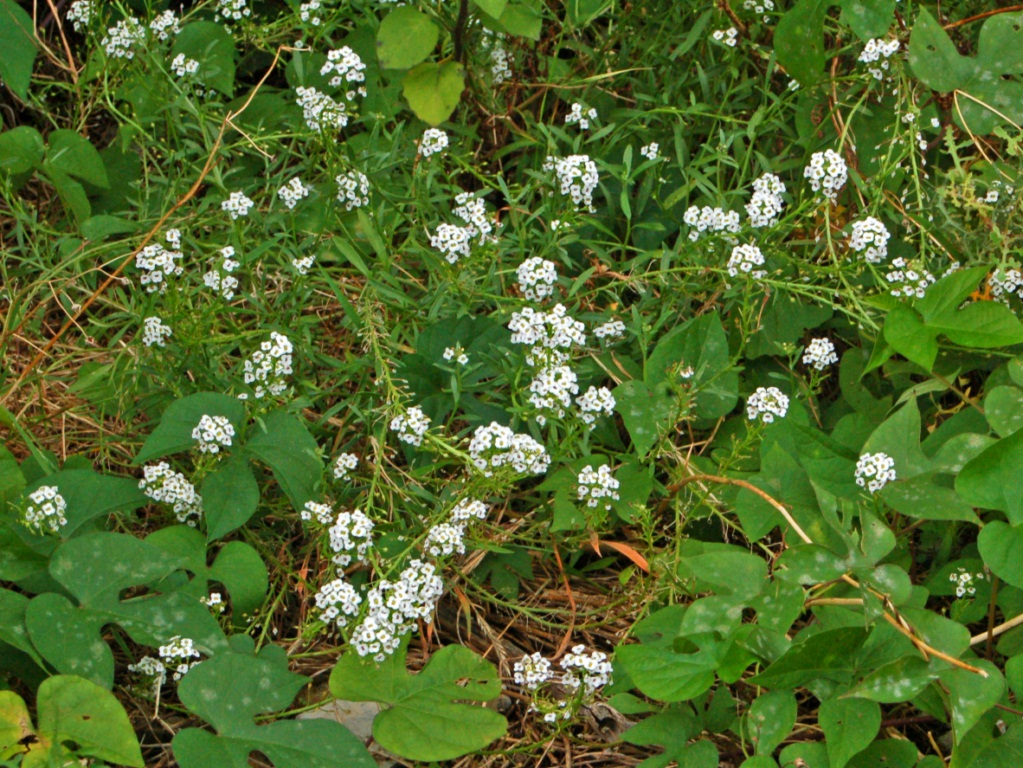
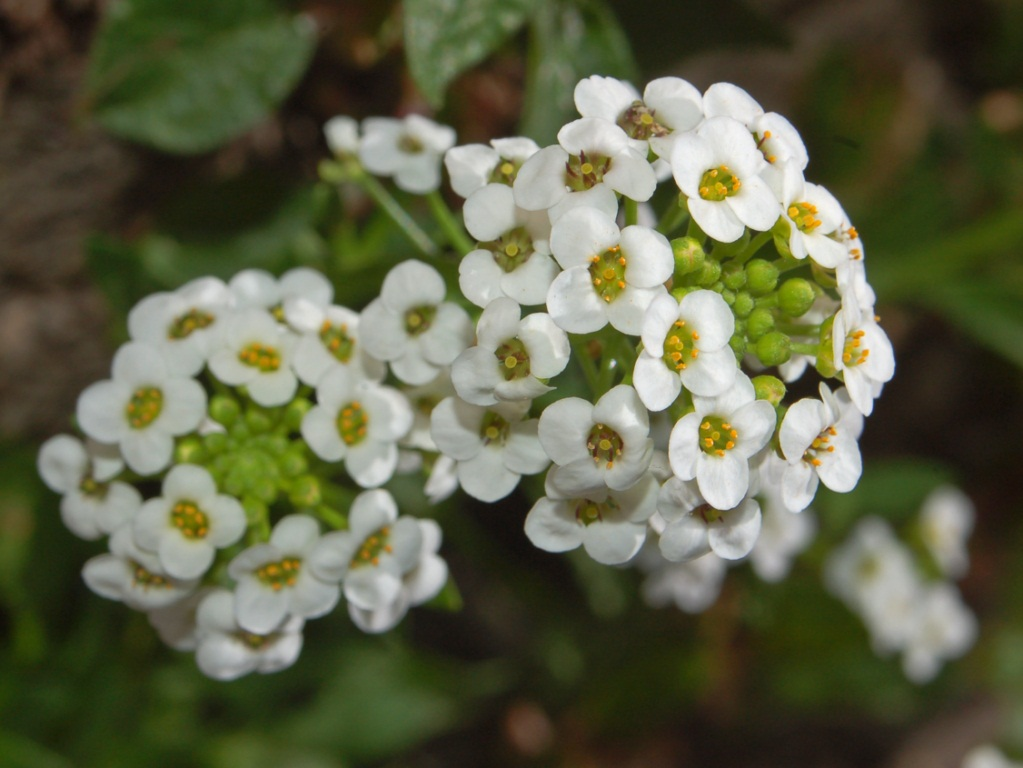
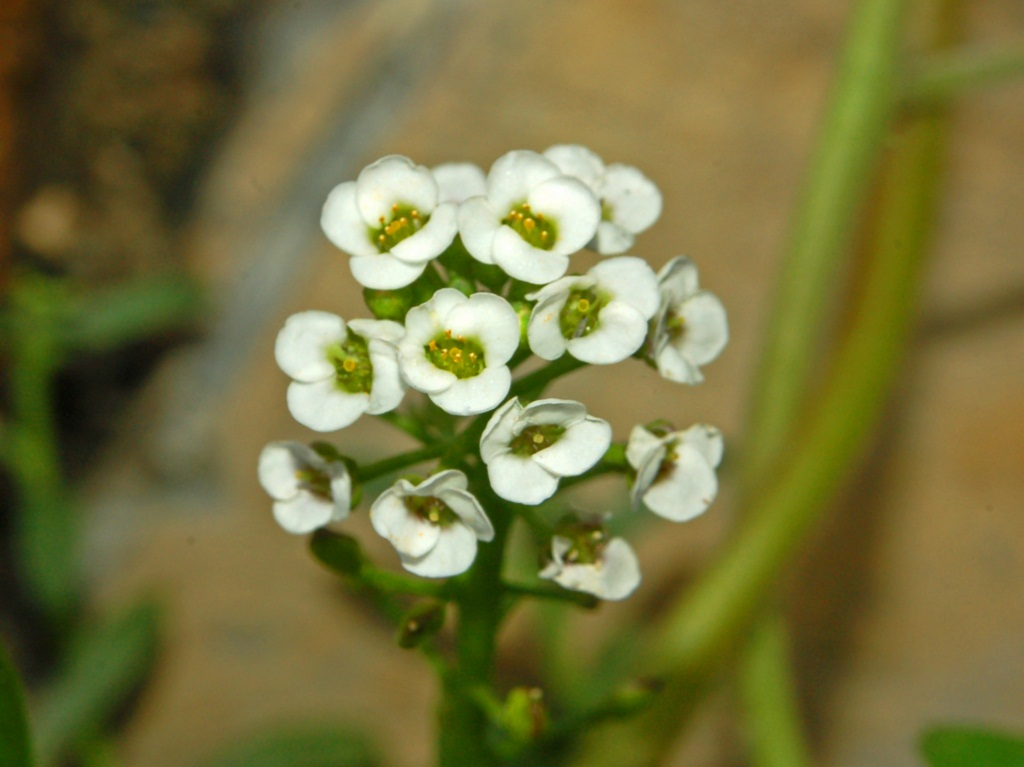
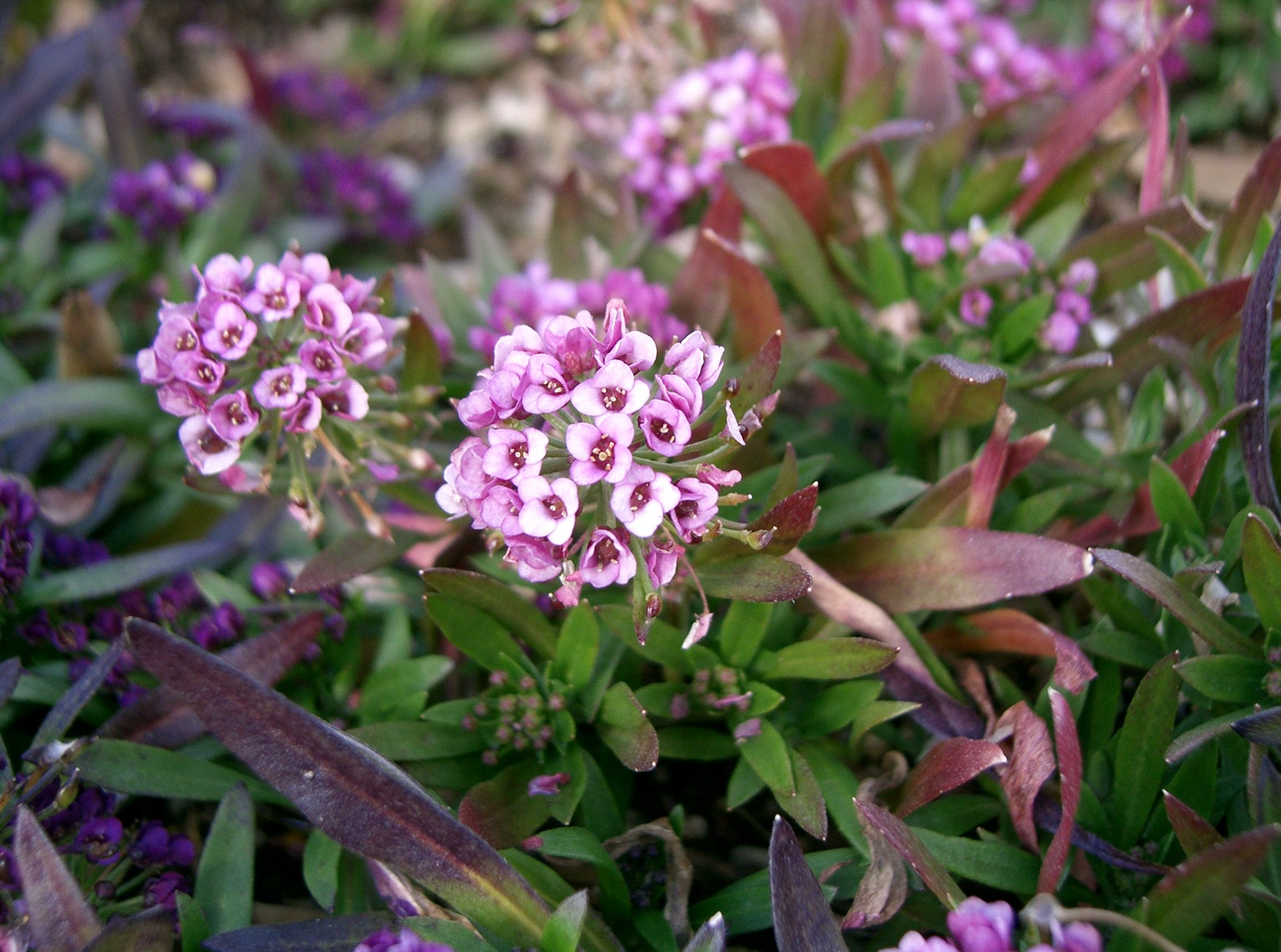
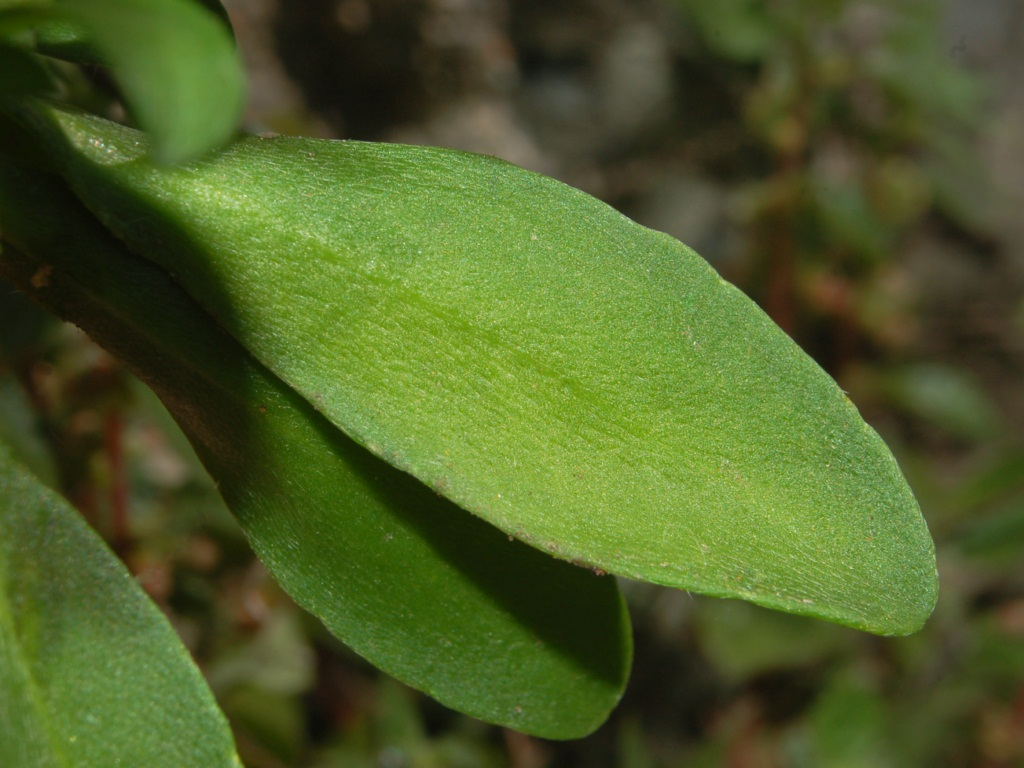